# دوري المؤسسات - بغداد 1955–56
دوري الاتحاد العراقي الدرجة الأولى لمنطقة بغداد 1955–56 هو الموسم الثامن من دوري المؤسسات في بغداد. توج الحرس الملكي بلقب الدوري للمرة السابعة على التوالي.تم الغائة فريق الحرس الملكي بعد نهاية الموسم.